# Stichting Molendocumentatie
De Stichting Molendocumentatie (SMD) is in 1980 door de toenmalige voorzitter van de Vereniging De Hollandsche Molen mr. drs. G van der Flier opgericht.
De stichting heeft als doel het beheren en archiveren van documentatie over molens. Er zijn inmiddels meer dan 10.500 molenboeken aanwezig en duizenden knipsels, foto's en tekeningen. Ook beheert de stichting het bestuursarchief van de Vereniging De Hollandsche Molen.
Het archief kan iedere donderdag door iedereen op afspraak geraadpleegd worden en is gevestigd aan de Zeeburgerdijk 139 in Amsterdam.